# H.G. Wells
Herbert George Wells (født 21. september 1866, død 13. august 1946) var en engelsk forfatter. Wells er mest kendt for sin science fiction.

## Opvækst
Herbert George Wells er født den 21. september 1866 i Bromley i Kent i England. Hans far havde en lille butik, men blev senere professionel kricketspiller. Hans mor var kammerjomfru.
Wells’ forældre var for fattige til at lade ham følge skolen regelmæssigt. Ind imellem at han tjente som lærling hos en manufakturhandler og en apoteker lykkedes det imidlertid drengen at gennemgå Midhurst latinskole. Han var så dygtig, at hans lærer ville gøre ham til sin assistent. Wells afslog dog tilbuddet og tog i stedet til London, hvor han arbejdede i en manufakturforretning. 
Et stipendium til det Kongelige Naturvidenskabelige Kollegium fik ham til at genoptage sine studier og at få sin naturvidenskabelige grad ved Londons Universitet med ære.
Wells’ hovedinteresse var biologi. Han havde tænkt sig at undervise deri, men en tuberkulose bevirkede, at han begyndte at skrive. Han gav imidlertid ikke slip på sine naturvidenskabelige interesser, hvad hans romaner bærer præg af. 

## Karriere
Wells skrev over 100 bøger. De falder i 3 grupper: De fantastiske, de realistiske og lærebøger. Klodernes Kamp, Tidsmaskinen og De første mennesker på månen er hans berømteste romaner i den første gruppe. Realistiske skildringer af hans eget miljø kan findes i Kipps, Tono-Bungay og Mr. Pollys historie.
Hans betydeligste ikke-skønlitterære værker er Verdenshistorien og livet. Han skrev også en række bøger for at forklare sine sociale og politiske anskuelser.     
Wells betragtede det som en fornærmelse kun at tage hans naturvidenskabelige romaner for romaner. Han hævdede, at også de i hovedsagen var skrevet for at belyse hans meninger. Han sagde, at de ikke skulle tages for virkelighed mere end ”en god, fængslende drøm”.
Wells’ politiske overbevisning var forskelligartet og ustadig. Men skønt han til tider havde sine tvivl, troede han på menneskene. Han troede også på sin ”ubegrænsede ret til at tænke, kritisere, diskutere og foreslå”, hvorledes mennesket kunne blive bedre. Han prøvede at få dette ind i de fleste af hans bøger. I dag er det imidlertid mest hans naturvidenskabelige romaner, der læses. Hvis det, Wells havde at sige om menneskene, huskes, er det takket være disse spændende, populærvidenskabelige romaner.  

## Privatliv
Wells var to gange gift. Hans anden kone, Catherine Robbins, var også forfatter. De fik to sønner. Den ældste, Georges, blev naturforsker og skrev sammen med sin far og Julian Huxley Livet.  

## Død
I 1936 skrev Wells en fingeret nekrolog, som den antagelig ville lyde efter hans død som en glemt, gammel mand på 97. Deri skrev han om sig selv: ”Han var en af de mest produktive af sin tids litterære slidere … Han var en vidtløftig, sig selv gentagende, skribent i samfundsspørgsmål og en endnu mere vidtløftig romanforfatter”.   
Nekrologen var forkert på flere punkter. Wells døde den 13. august 1946, 80 år gammel. Han betragtes som langt mere end blot en litterær slavearbejder og en skribent, der gentager sig selv. Og han er sandelig ikke blevet glemt.